# ヴィラート (空母)
ヴィラート (INS Viraat R22, विराट) は、インド海軍が運用していた軽空母であり、同軍の旗艦であった。1984年に退役したイギリス海軍のセントー級航空母艦「ハーミーズ」を購入し、改装したものである。艦名はサンスクリット語で「巨人」を意味する。

## 艦歴
インド海軍は1986年4月に「ハーミーズ」を購入。デヴォンポート造船所で広範囲に及ぶ改修を行った後、1987年に「ヴィクラント（初代。旧英海軍マジェスティック級空母「ハーキュリーズ」）」に続くインド海軍2隻目の空母として就役させた。購入後も寿命延長のための度々補修作業が行われたが、1993年9月に浸水事故を起こしたためその修復に数ヶ月を要した。1995年に現役復帰、新型レーダーが追加された。1997年に「ヴィクラント」が退役して以降、当艦はインド海軍唯一の空母となった。
1999年7月から2001年4月にかけて改修作業が行われ、推進システムの改良、防空センサーの追加、新型通信システムの導入、バラク-1SAM等の追加が行われた。ほぼ2年の作業後、2001年6月に現役復帰した。
当艦の退役が2012年に予定されていたことから、インド海軍は空母戦力維持の為のストップ・ギャップとして2004年にロシアから15億ドルでキエフ級航空巡洋艦「アドミラル・ゴルシコフ」を購入して「ヴィクラマーディティヤ」と命名、STOBAR空母へ改装して運用することとしたが、改装工事が遅れ就役時期が当初予定の2008年からずれ込む事を受け、空母戦力のギャップを埋めるために当艦の退役を先延ばしにし、2008年から2009年7月頃にかけてムンバイ及びコーチで近代化改修を行う事を決定した。
「ヴィクラマーディティヤ」は2014年に就役したが「2代目ヴィクラント」の就役も遅延しており、当艦は2017年3月6日まで運用され予定通り退役した。退役後は博物館船として保存する案やホテルとして改装する案も出たがいずれも断念され、一旦はスクラップとなることが決定し、2020年9月に解体の為グジャラート州アランに移送されたが、ムンバイの民間企業によって博物館船とする案が再び提案されたため最高裁判所によって解体は保留された。しかし、2021年2月に最高裁判所は解体を認め、7月までに完全に解体された。

## ギャラリー

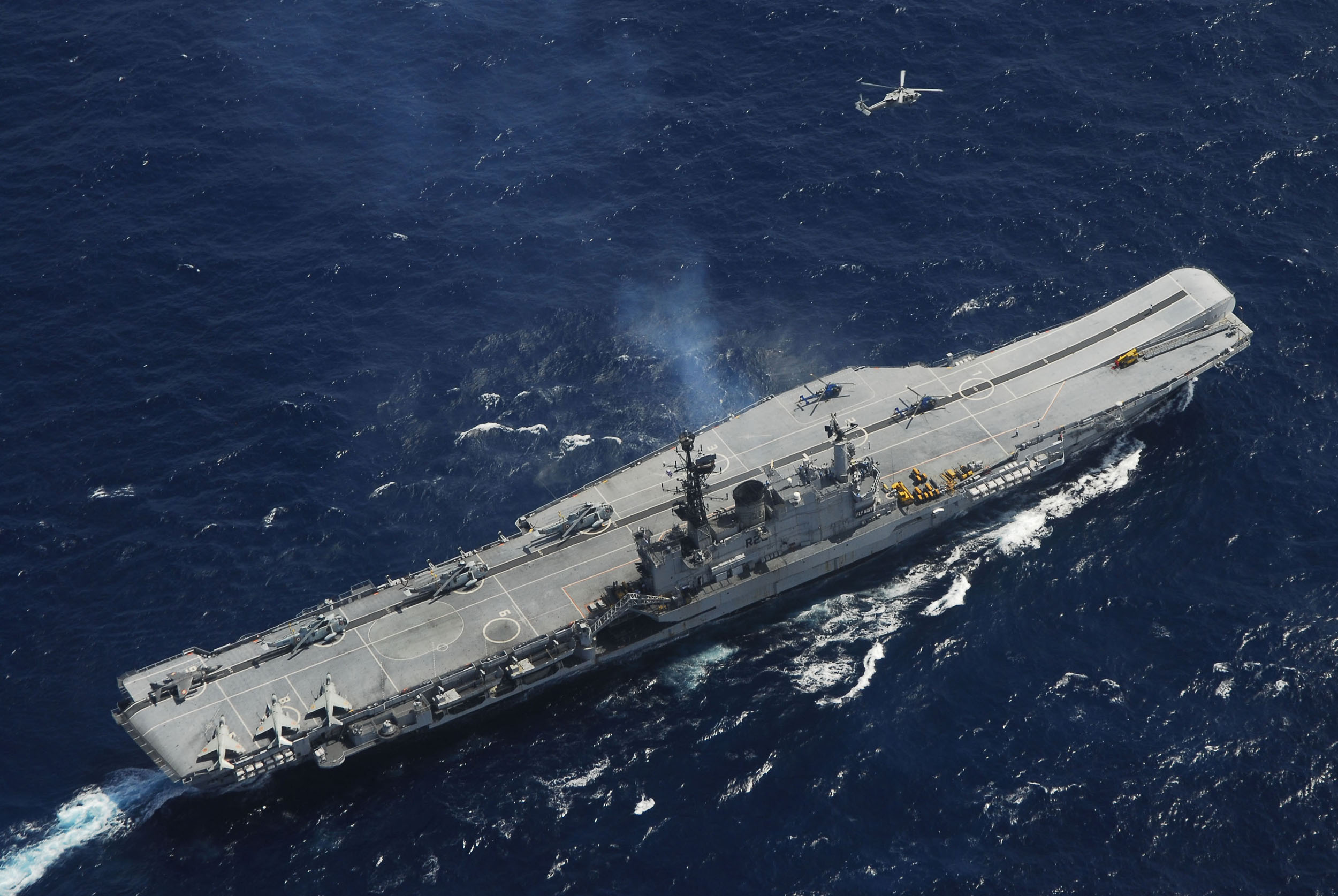
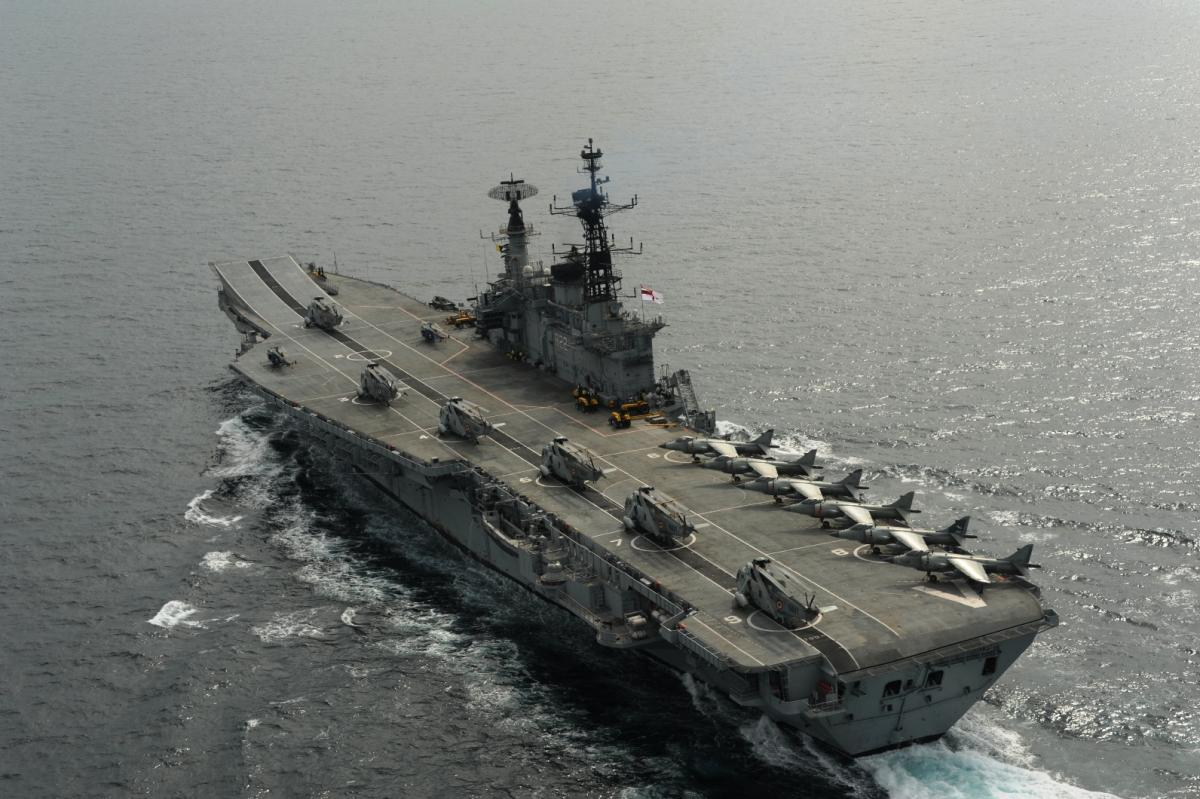
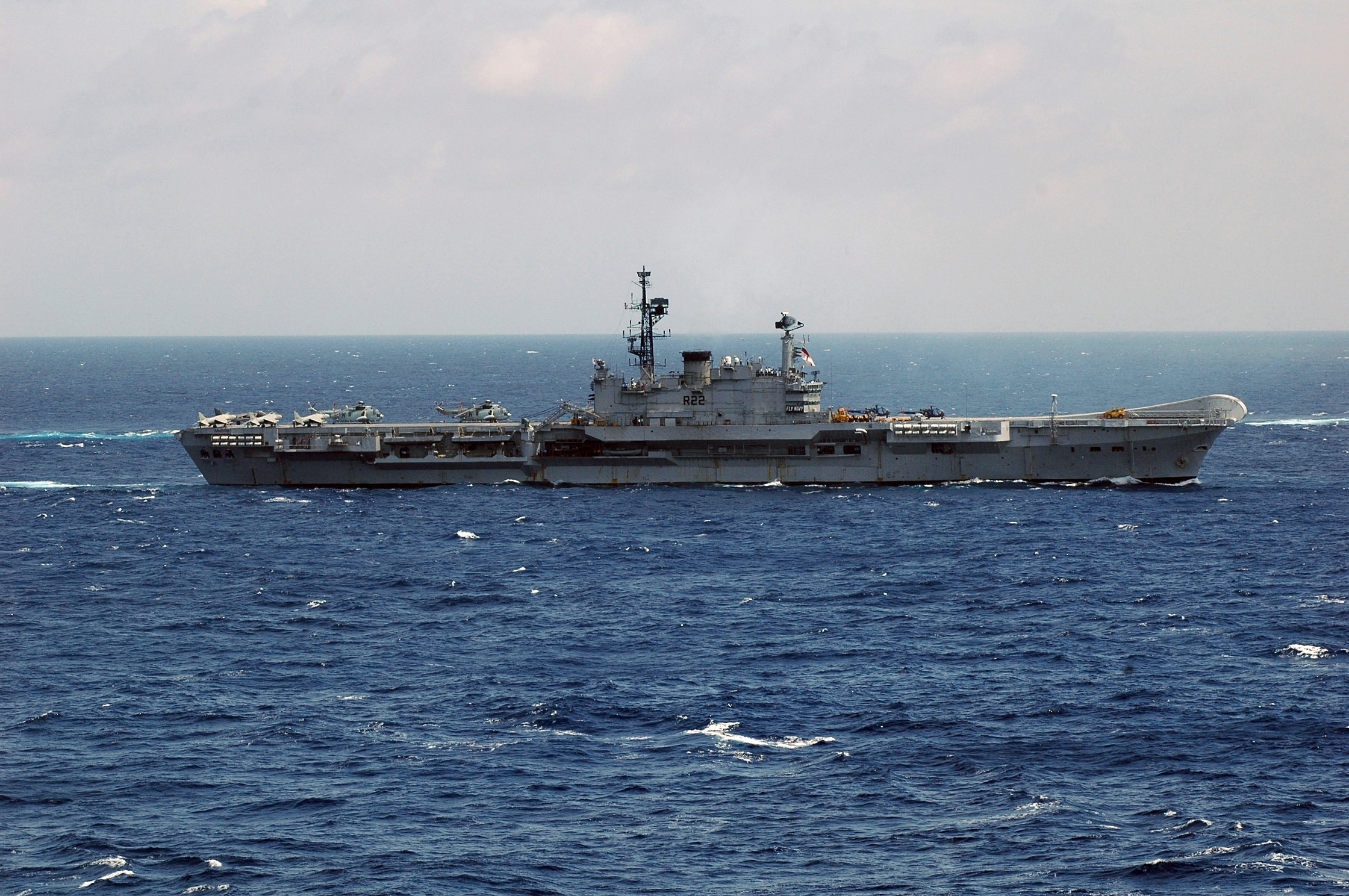
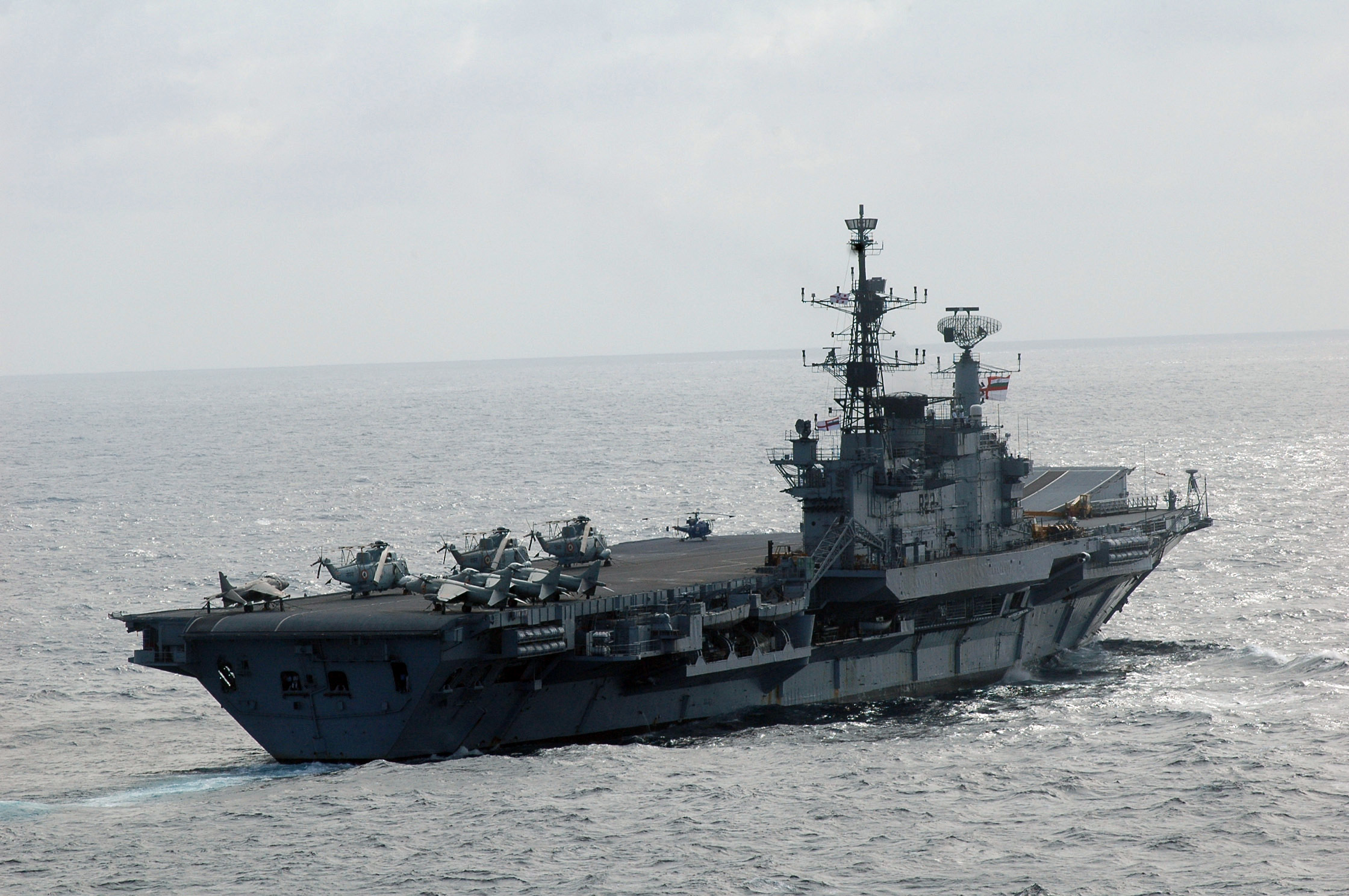
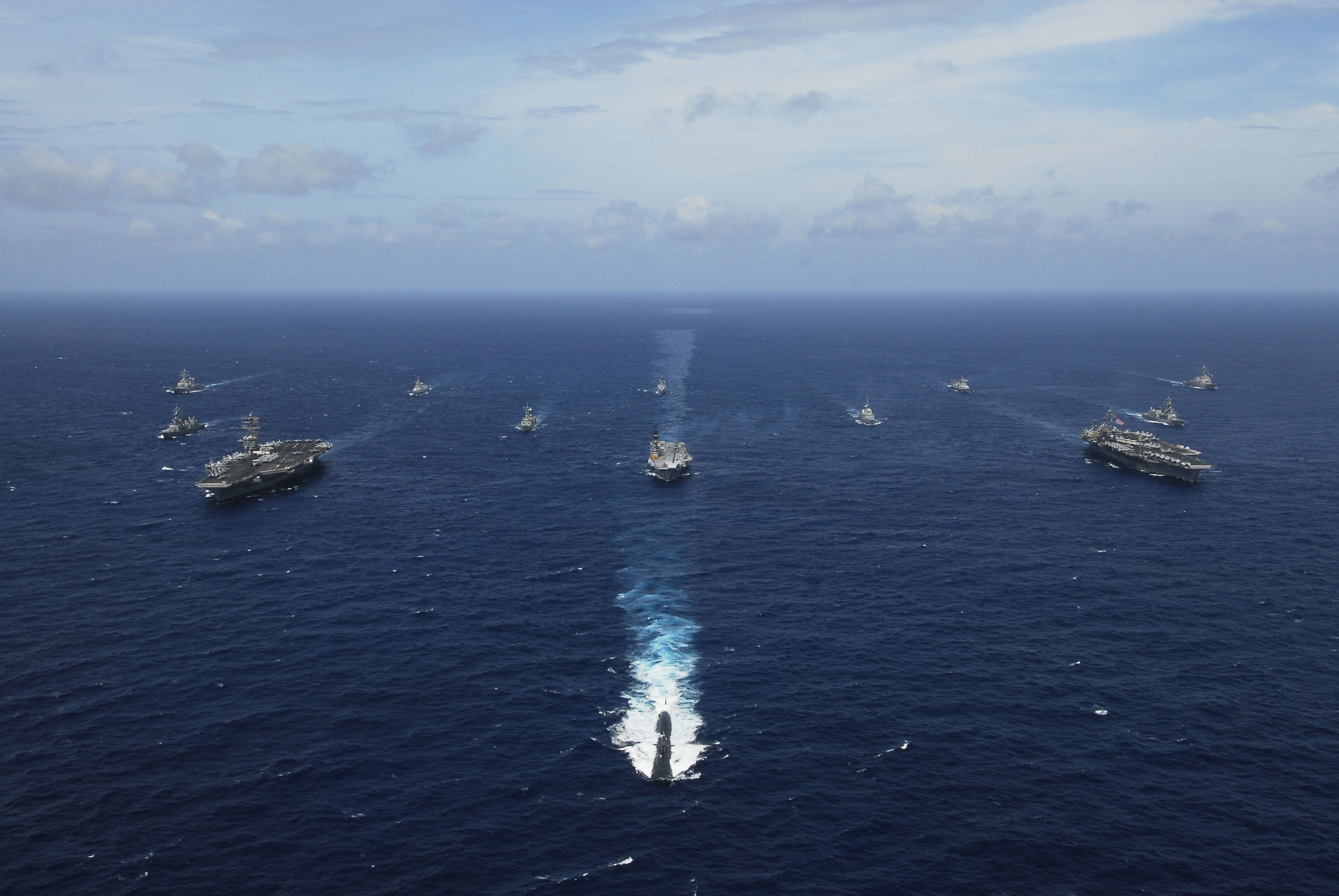
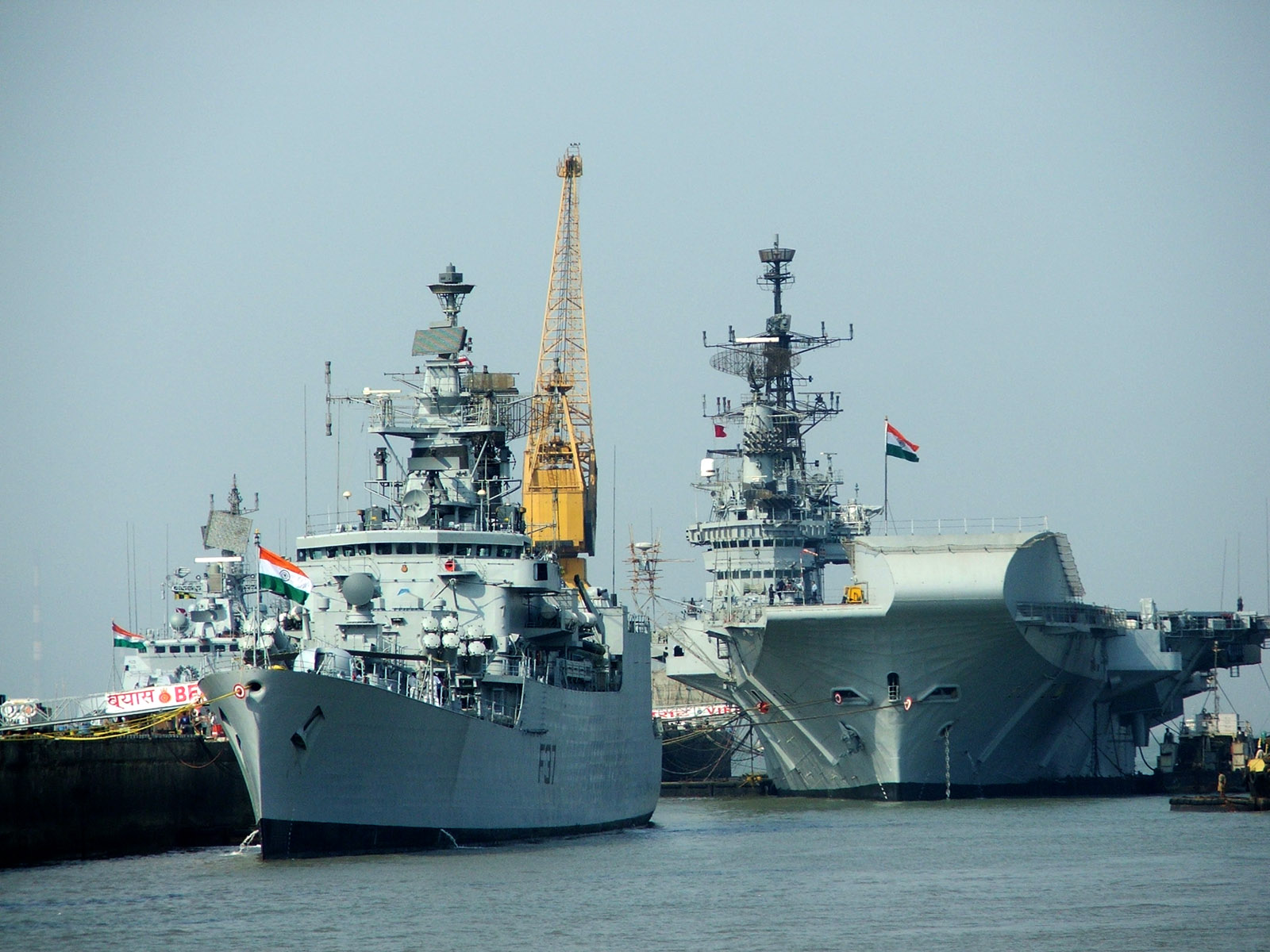
ベアス（左）とヴィラート（右）
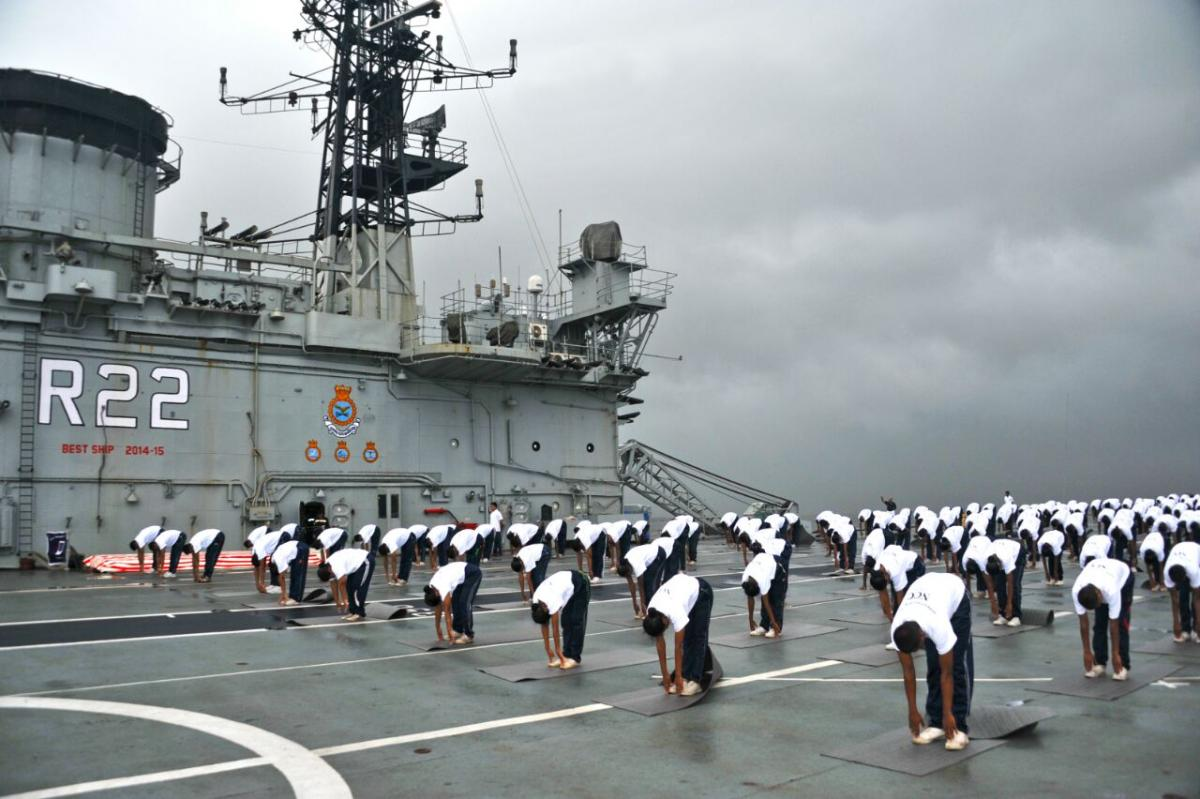
甲板でヨガをするクルーら
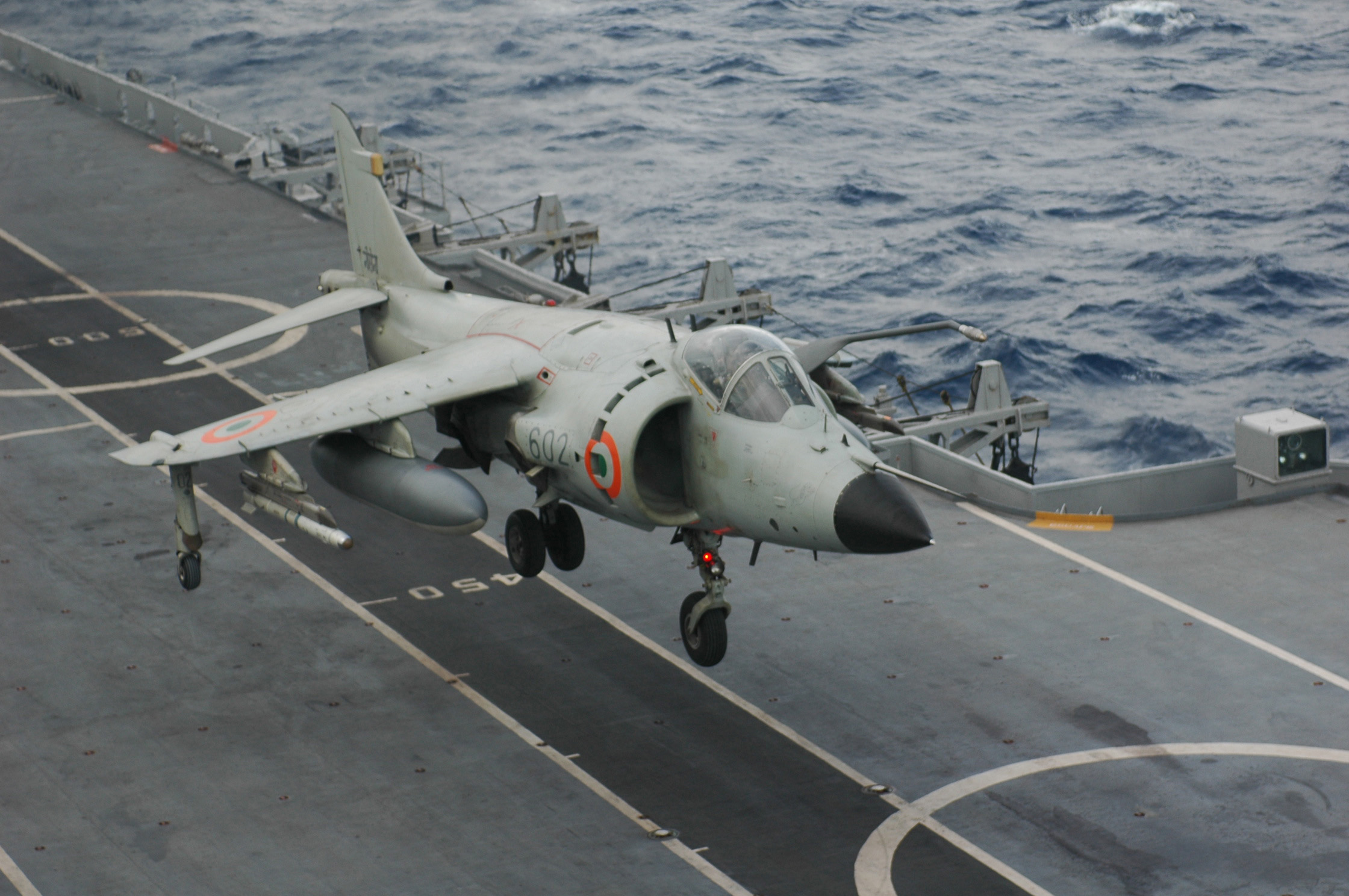
シーハリアー
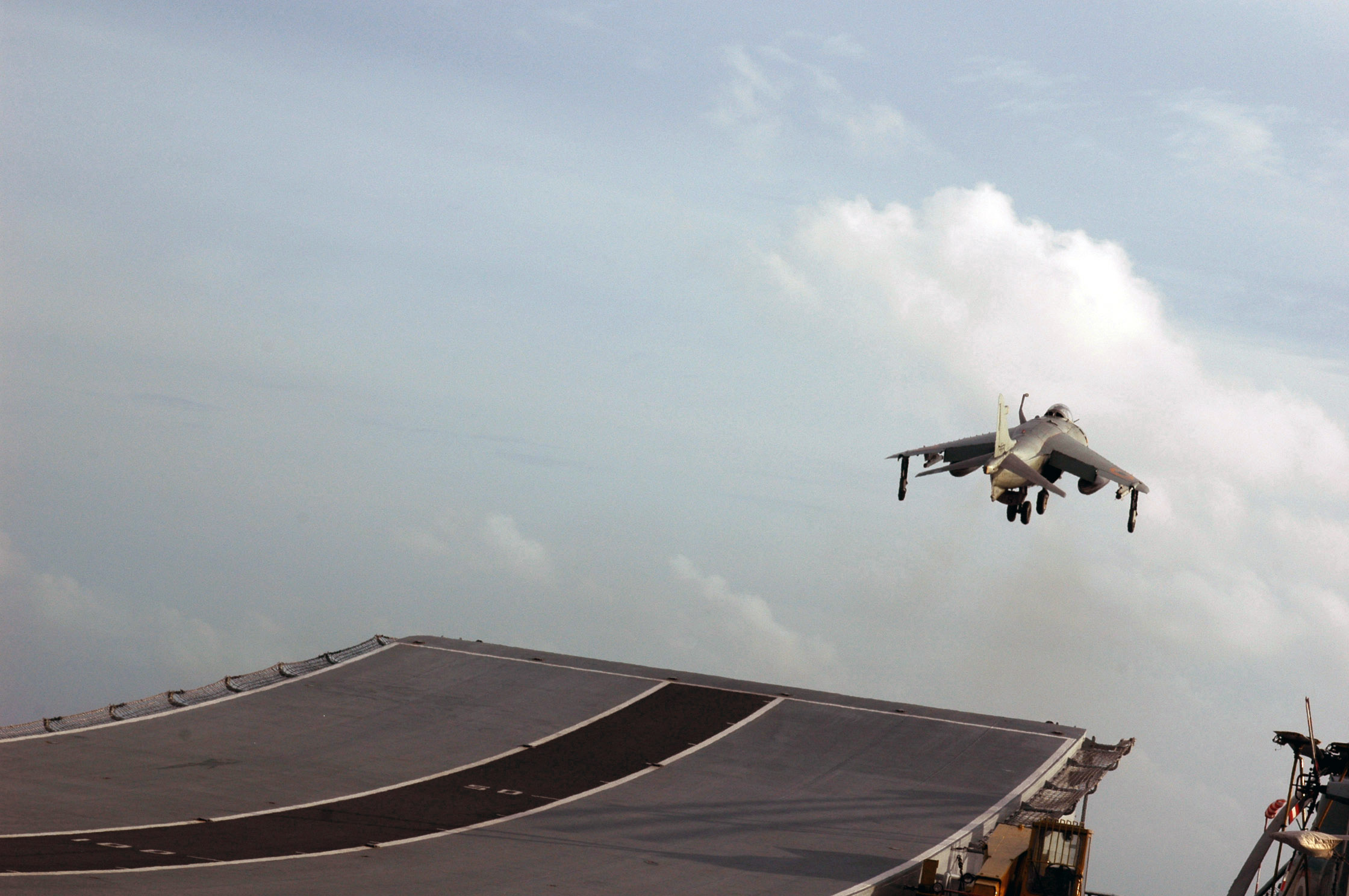
ヴィラートより発艦したシーハリアー